# 上方噺家
上方噺家（かみがたはなしか）とは、上方落語の噺家（落語家）のこと。一般的には「上方落語家」「上方落語の噺家（落語家）」などと称する。

## 概要
2022年現在、上方の落語家が名乗っている亭号は、桂、笑福亭、林家、月亭、立花家、露の、森乃、明石家である。“林家”は本来は「林屋」と表記したが、江戸落語の林屋と区別するために「林家」に変えた経緯がある。また“露の”はかつては「露野」や「露乃」と表記されることがあった。
上記の他に立川、三遊亭、三笑亭、三升家、橘ノ、橘家もあったが、立川は明治10年代に、三遊亭は1960年代半ば（「三遊亭」を勝手に名乗っていた三遊亭圓子の流れは1970年代半ば）、三笑亭は1940年代半ば、橘ノは1970年代から空いたままで、橘家圓三が2021年3月15日に死去したことにより橘家も空き亭号となった。三升家は江戸色物（曲独楽）の亭号“三増”として存続している。
現在では上方落語協会などを設立している。

## 流派・一門別の主な噺家
この字体は存命人物。

### 桂派・米朝一門

結三柏は、桂米朝一門の定紋である。

- 桂米朝 (3代目)
- 月亭可朝
- 桂枝雀 (2代目)
- 桂ざこば (2代目)
- 桂小米 (11代目)
- 桂吉朝
- 桂米團治 (5代目)
- 桂九雀

米朝一門の項参照。

### 桂派・春団治一門

唐花菱は、桂春団治一門の定紋である。

- 桂春団治 (3代目)
- 桂春団治 (4代目)
- 桂福團治 (4代目)
- 桂春蝶 (2代目)
- 桂七福

春団治一門の項参照。

### 桂派・文枝一門
- 桂文枝 (5代目)

結三柏は、桂文枝一門の定紋である。

- 桂文枝 (6代目) ※当人は「6代 桂文枝」と名乗る
- 桂小文枝 (4代目) ※当人は「4代 桂小文枝」と名乗る
- 桂文珍
- 桂文福
- 桂小枝
- 桂梅枝 (4代目)
- 桂あやめ (3代目)
- 桂文喬
- 桂文春

文枝一門の項参照。

### 笑福亭一門
- 笑福亭松鶴 (6代目)
- 笑福亭松之助
- 笑福亭仁鶴 (3代目)
- 笑福亭鶴光
- 笑福亭福笑
- 笑福亭松喬 (6代目)
- 笑福亭松枝
- 笑福亭呂鶴
- 笑福亭鶴瓶
- 笑福亭鶴志
- 笑福亭鶴二
- 森乃福郎 (2代目)
- 笑福亭銀瓶

松鶴一門の項参照

五枚笹は、笑福亭一門の定紋である。

笑福亭一門は、系譜的には大阪の松鶴一門と京都の福松一門とに分かれる。ただし福松一門は、現在は亭号を「森乃」とし、定紋も「五枚笹」から「梟（ふくろう）」に改めている。

### 露の五郎兵衛一門
- 露の五郎兵衛 (2代目)
- 立花家千橘 (4代目)
- 露の慎悟
- 露の都
- 露の團四郎
- 露の團六
- 露の新治
- 露の吉次

露の五郎兵衛一門の項参照

桔梗は、露の五郎兵衛一門の定紋である。

露の一門は、系譜上は春団治一門の傍流とされる。これは2代目五郎兵衛が2代目桂春団治の弟子であるためである。

### 林家一門
- 林家染丸 (4代目)
- 林家小染 (5代目)
- 林家染二 (3代目)
- 林家染三 (3代目)
- 林家染語楼 (4代目)

林家染丸一門の項参照
上方の林家は元々江戸(東京)・林家から分立したものである。
現在の上方林家は5代目笑福亭松喬が2代目林家染丸を襲名して再興したため、系譜上は笑福亭（松鶴一門）の傍流とされる。また、再興の経緯から、現在は「染丸」を、旧来の「正三」（しょうざ）に代わる一門の止め名としている。
現在の上方林家は4代目染丸一門（3代目染語楼系統、4代目小染系統を含む）と3代目染三一門に分かれる。前者は上方落語協会・吉本興業に所属するプロ落語家であるのに対し、後者は染三が6代目松鶴との確執の末関西落語文芸協会を興し分離した物で、フリーまたはアマチュアの落語家が多い。